# Commonwealth Games 2022/Teilnehmer (Anguilla)
Anguilla nahm mit 13 Athleten (12 Männer und eine Frau) an den Commonwealth Games 2022 teil. Es war die insgesamt siebte Teilnahme an Commonwealth Games.
| Gelbes Symbol für Goldmedaillen mit stilisierten Olympischen Ringen | Graues Symbol für Silbermedaillen mit stilisierten Olympischen Ringen | Braundes Symbol für Bronzemedaillen mit stilisierten Olympischen Ringen |
| ------------------------------------------------------------------- | --------------------------------------------------------------------- | ----------------------------------------------------------------------- |
| —                                                                   | —                                                                     | —                                                                       |

## Teilnehmer nach Sportarten

### Boxen
| Athleten          | Wettbewerb    | 1. Runde | 1. Runde | Achtelfinale  | Achtelfinale | Viertelfinale | Viertelfinale | Halbfinale    | Halbfinale    | Finale        | Finale        | Rang |
| Athleten          | Wettbewerb    | Gegner   | Ergebnis | Gegner        | Ergebnis     | Gegner        | Ergebnis      | Gegner        | Ergebnis      | Gegner        | Ergebnis      | Rang |
| ----------------- | ------------- | -------- | -------- | ------------- | ------------ | ------------- | ------------- | ------------- | ------------- | ------------- | ------------- | ---- |
| Curlun Richardson | Mittelgewicht | Freilos  | Freilos  | Y. Changalawe | 0:5          | ausgeschieden | ausgeschieden | ausgeschieden | ausgeschieden | ausgeschieden | ausgeschieden | 9    |
| Japheth Olton     | Schwergewicht | -        | -        | Freilos       | Freilos      | E. Coumi      | RSC           | ausgeschieden | ausgeschieden | ausgeschieden | ausgeschieden | 5    |

### Leichtathletik
| Athleten        | Wettbewerb | 1. Runde | 1. Runde | Halbfinale    | Halbfinale    | Finale        | Finale        | Rang |
| Athleten        | Wettbewerb | Zeit     | Rang     | Zeit          | Rang          | Zeit          | Rang          | Rang |
| --------------- | ---------- | -------- | -------- | ------------- | ------------- | ------------- | ------------- | ---- |
| Männer          |            |          |          |               |               |               |               |      |
| Davin Fleming   | 100 m      | 11,09 s  | 7        | ausgeschieden | ausgeschieden | ausgeschieden | ausgeschieden | 63   |
| Terrone Webster | 100 m      | 11,13 s  | 7        | ausgeschieden | ausgeschieden | ausgeschieden | ausgeschieden | 65   |
| Saymon Rijo     | 200 m      | 22,66 s  | 6        | ausgeschieden | ausgeschieden | ausgeschieden | ausgeschieden | 51   |
| Frauen          |            |          |          |               |               |               |               |      |
| Tri-Tania Lowe  | 100 m      | 12,11 s  | 6        | ausgeschieden | ausgeschieden | ausgeschieden | ausgeschieden | 37   |

### Radsport

#### Straße
| Athleten          | Wettbewerb    | Zeit         | Rang |
| ----------------- | ------------- | ------------ | ---- |
| Männer            |               |              |      |
| Delroy Carty      | Straßenrennen | DNF          | DNF  |
| Hassani Hennis    | Straßenrennen | 3:39:10 h    | 70   |
| Danny Laud        | Straßenrennen | DNF          | DNF  |
| Zambezi Ricardson | Straßenrennen | DNF          | DNF  |
| Delroy Carty      | Zeitfahren    | 1:02:29,71 h | 45   |
| Hassani Hennis    | Zeitfahren    | 55:55,18 min | 35   |

### Schwimmen
| Athleten  | Wettbewerb     | Vorlauf     | Vorlauf | Halbfinale    | Halbfinale    | Finale        | Finale        | Rang |
| Athleten  | Wettbewerb     | Zeit        | Rang    | Zeit          | Rang          | Zeit          | Rang          | Rang |
| --------- | -------------- | ----------- | ------- | ------------- | ------------- | ------------- | ------------- | ---- |
| Männer    |                |             |         |               |               |               |               |      |
| Alex Lake | 50 m Freistil  | 27,16 s     | 62      | ausgeschieden | ausgeschieden | ausgeschieden | ausgeschieden | 62   |
| Alex Lake | 100 m Freistil | 1:00,36 min | 66      | ausgeschieden | ausgeschieden | ausgeschieden | ausgeschieden | 66   |
| Alex Lake | 50 m Rücken    | 31,06 s     | 42      | ausgeschieden | ausgeschieden | ausgeschieden | ausgeschieden | 42   |
| Alex Lake | 50 m Brust     | 35,72 s     | 39      | ausgeschieden | ausgeschieden | ausgeschieden | ausgeschieden | 39   |
| Alex Lake | 100 m Brust    | 1:19,00 min | 36      | ausgeschieden | ausgeschieden | ausgeschieden | ausgeschieden | 36   |